# Juegos Bolivarianos de 2022
Los XIX Juegos Bolivarianos, oficialmente llamados XIX Juegos Deportivos Bolivarianos Valledupar 2022, se llevaron a cabo en la ciudad de Valledupar, departamento del Cesar, Colombia del 24 de junio al 5 de julio de 2022.
Originalmente, esta edición estaba programada para la región de los Valles del Tuy en Venezuela para 2021, pero debido a problemas financieros y organizativos, la región se vio obligada a renunciar al derecho a organizar los Juegos. Como resultado, ODEBO se vio obligada a presentar un nuevo proceso de selección e hizo una excepción en su regulación, creando la posibilidad de que Colombia pudiera ser sede de los Juegos dos veces seguidas, algo que sucedió cuando la ciudad de Valledupar presentó su proyecto y esto fue aceptado con éxito .

## Ciudades candidatas
Se presentaron dos proyectos, el primero el de la ciudad de La Paz en Bolivia y el segundo el de la región venezolana de Valles del Tuy . La elección tuvo lugar el 20 de abril de 2018 en Colombia, durante la Asamblea General de la Odebo.

#### La Paz
El Comité Olímpico Boliviano inscribió la candidatura de La Paz el 2 de agosto de 2017. La Alcaldía de La Paz habría diseñado una candidatura para los juegos para la remodelación de todos los escenarios que tiene La Paz y construir unos nuevos con los más altos estándares de calidad.

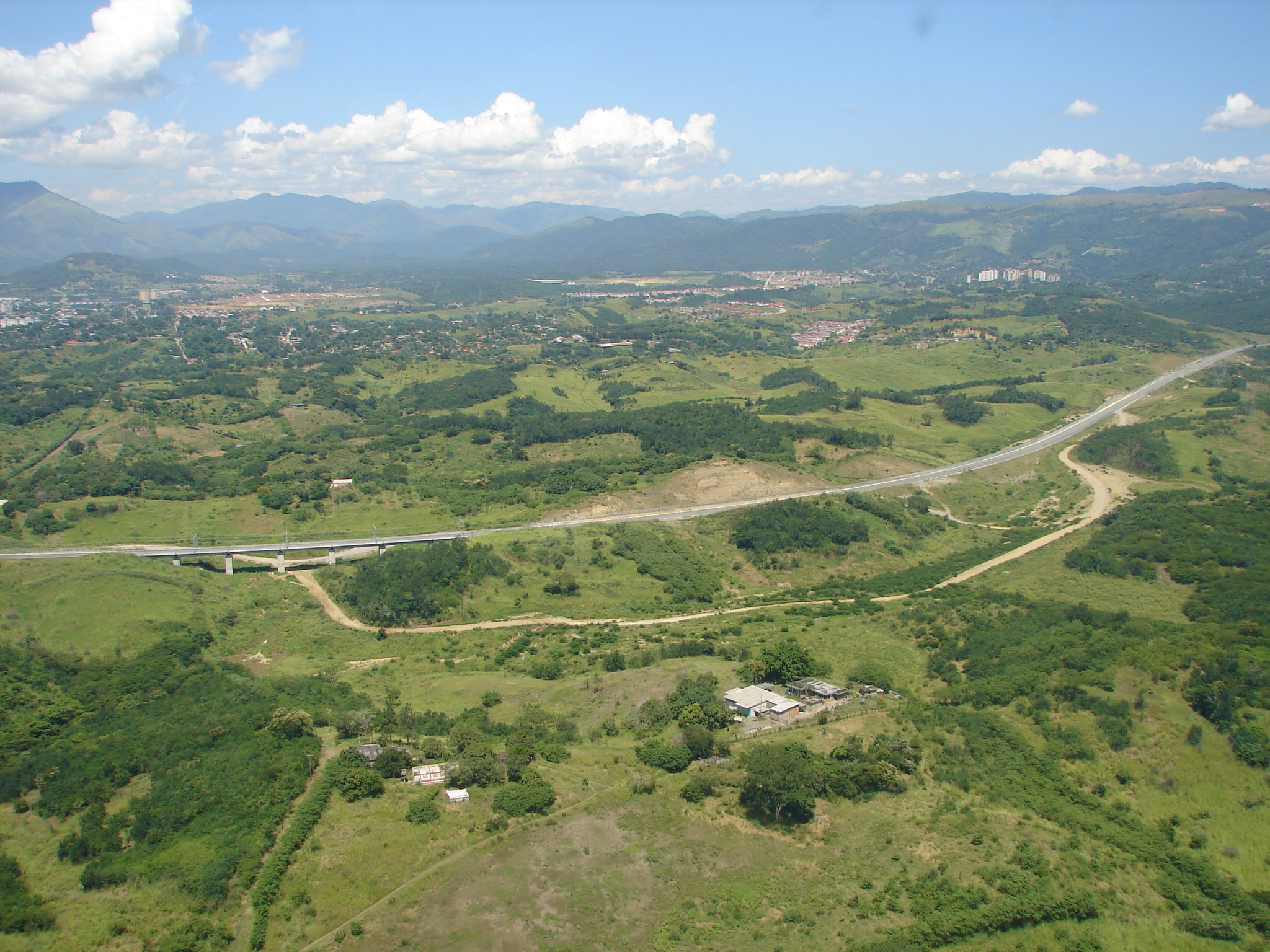
Vista aérea de los Valles del Tuy

#### Valles del Tuy
Al finalizar los Juegos Bolivarianos de 2017, el presidente del Comité Olímpico Venezolano declaró que Venezuela tenía grandes intenciones de albergar diversos eventos del próximo ciclo olímpico, entre los cuales se cuentan los Juegos Bolivarianos de 2021 en los Valles del Tuy y los Juegos Bolivarianos de Playa 2019 en Vargas, de manera que con estos 2 eventos el país tenga un buen historial organizativo.
Los Juegos serían organizados por la Organización Deportiva Bolivariana (Odebo), dependiente de la Organización Deportiva Panamericana, el Gobierno de Venezuela, CorpoMiranda, Comité Olímpico Venezolano y Ministerio del Poder Popular Para el Deporte con una inversión aproximada de 110 millones de dólares. Sin embargo, fue retirada la sede debido a la falta de presupuesto para cumplir con los compromisos de la organización.

### Segunda designación

#### Valledupar
En una situación de emergencia, las autoridades del Comité Olímpico Colombiano visitaron la ciudad de Valledupar, la cual tuvo buenas reacciones sobre los escenarios deportivos de la ciudad. En junio de 2019 la ciudad fue postulada como sede, y el 24 de julio fue elegida por la Odebo en Lima como sede de los juegos.
Las Oficinas de los Juegos se encuentran ubicadas en la Calle 28 con Carrera 13, piso primero, Parque Barrio 12 de Octubre, Indupal, Valledupar, Cesar, Colombia. En reunión del Comité Ejecutivo de ODEBO del 3 de julio de 2020 se asigna como fecha de realización de los XIX Juegos Deportivos Bolivarianos Valledupar 2022 del 24 de junio al 5 de julio del año 2022. Por ahora las justas se mantienen con esta nueva fecha, aunque no se descarta que pueda haber alguna modificación frente a los cambios del calendario deportivo por la contingencia actual del COVID-19. “Los calendarios internacionales indudablemente se tendrán que modificar”.

## Símbolos

### Mascota
La mascota oficial de los Juegos Bolivarianos de 2022 será "Guatapí", una iguana representativa de la ciudad de Valledupar. Su tiene su origen en el majestuoso e imponente río Guatapurí, el cual tiene gran importancia para la cultura vallenata; es además el hábitat de la mayor parte de la fauna del municipio, entre ellos de la emblemática iguana, símbolo del personaje oficial. Según la organización, Guatapí, “es la representación de una serie de habilidades tales como rapidez, agilidad y fuerza, cualidades que hacen parte de los deportistas que se involucran con las diferentes disciplinas que hacen parte de los XIX Juegos Bolivarianos Valledupar 2022″. La mascota tiene un traje de cuerpo completo que lo usan los atletas. En su pecho tiene unas franjas, en la parte superior de los hombros y en la parte inferior de la pantaloneta también. Las franjas incluyen los colores rojo, amarillo, azul y blanco

### Lema
El lema oficial del evento será "El deporte se hizo leyenda". 

## Sedes e infraestructura
La ciudad de Valledupar es la sede principal de las justas, pero también habrá actividad deportiva en cuatro subsedes: Chimichagua, Bogotá, Cali y el departamento de Cundinamarca.

### Unidad Deportiva "La Gota Fría"
La Unidad Deportiva La Gota Fría, nombrada así en honor a la canción compuesta por Emiliano Zuleta, será el epicentro de las competencias. Allí se realizaron las obras de construcción del estadio de atletismo, tres coliseos (combates, gimnasia y baloncesto), estadio para sóftbol y béisbol.
| Escenario                               | Deporte    | Capacidad |
| --------------------------------------- | ---------- | --------- |
| Coliseo Mayor                           | Baloncesto |           |
| Coliseo No.2                            | Balonmano  |           |
| Coliseo Deportes de Combate             | Judo       |           |
| Coliseo Deportes de Combate             | Taekwondo  |           |
| Estadio de Sóftbol                      | Sóftbol    |           |
| Estadio Erasmo Camacho Calamar          | Béisbol    | 4 000     |
| Estadio Unidad Deportiva "La Gota Fría" | Atletismo  |           |

### Otros escenarios en Valledupar
Asimismo, en la ciudad se construyó la pista de BMX Villa Dariana y se encuentran otros escenarios que fueron remodelados como el Estadio Armando Maestre Pavajeau, el complejo de tenis, el Coliseo Julio Monsalvo, el Patinódromo Elías Ochoa Daza y Coliseo de la Feria Ganadera.
| Escenario                                       | Deporte              | Capacidad |
| ----------------------------------------------- | -------------------- | --------- |
| Bolera Centro Comercial Mega Mall               | Bowling              |           |
| Villa olímpica, Agustín Codazzi, Cesar          | Rugby 7              |           |
| Campo Sintético del Barrio Panamá               | Tiro con arco        |           |
| Centro de Convenciones Julio Villazón Baquero   | Bádminton            |           |
| Centro de Convenciones Julio Villazón Baquero   | Tenis de mesa        |           |
| Coliseo Colegio Comfacesar                      | Karate               |           |
| Coliseo Cubierto Julio Monsalvo                 | Voleibol             | 8 000     |
| Coliseo de Ferias de Valledupar                 | Fútbol sala          |           |
| Coliseo de Ferias de Valledupar                 | Patinaje artístico   |           |
| Coliseo Universidad Popular del Cesar           | Gimnasia artística   |           |
| Coliseo Universidad Popular del Cesar           | Gimnasia rítmica     |           |
| Coliseo Universidad Popular del Cesar           | Gimnasia acrobática  |           |
| Complejo Acuático Universidad Popular del Cesar | Natación             |           |
| Complejo Acuático Universidad Popular del Cesar | Natación artística   |           |
| Complejo Acuático Universidad Popular del Cesar | Waterpolo            |           |
| Complejo de Tenis de Valledupar                 | Tenis                |           |
| Estadio Armando Maestre Pavajeau                | Fútbol               | 14 000    |
| Gran Salón Club Campestre                       | Esgrima              |           |
| Parque de la Leyenda Vallenata                  | Boxeo                |           |
| Parque de la Leyenda Vallenata                  | Ciclismo de montaña  |           |
| Parque de la Leyenda Vallenata                  | Voleibol de playa    |           |
| Patinódromo Elías Ochoa Daza                    | Patinaje de carreras |           |
| Pista Ciudad Quintero                           | Ciclismo BMX         |           |
| Coliseo Parque Garupal                          | Baloncesto 3x3       |           |
| Polideportivo Colegio Gimnasio del Saber        | Lucha                |           |
| Coliseo Mega Colegio Andrés Escobar             | Halterofilia         |           |

### Subsedes
En la Ciénaga de Zapatosa, ubicada en el municipio de Chimichagua, se desarrollarán los deportes de aguas abiertas. En Bogotá tendrán lugar las competencias de golf, esquí náutico, squash y ecuestre. En Cali, capital del Valle del Cauca, se llevará a cabo el ciclismo bajo techo. Las competencias de bádminton se llevarán a cabo también en la subsede alterna del Coliseo Arena de Sal de Zipaquirá. Finalmente, en el municipio cundinamarqués de Nilo y el Embalse de Tominé (ubicado entre Guatavita y Sesquilé) serán subsedes de tiro deportivo y vela.
| Ciudad                           | Escenario                                              | Deporte                    | Capacidad |
| -------------------------------- | ------------------------------------------------------ | -------------------------- | --------- |
| Bogotá                           | Club Los Lagartos                                      | Esquí acuático             |           |
| Bogotá                           | Escuela de Caballería Cantón Norte                     | Equitación                 |           |
| Bogotá                           | Escuela Nacional de Carabineros Alfonso López Pumarejo | Equitación                 |           |
| Bogotá                           | Parque RecreoDeportivo El Salitre                      | Squash                     |           |
| Cajicá, Cundinamarca             | Club el Rincón                                         | Golf                       |           |
| Cali, Valle del Cauca            | Velódromo Alcides Nieto Patiño                         | Ciclismo en pista          | 7 650     |
| Chimichagua, Cesar               | Ciénaga de Zapatosa                                    | Canotaje                   |           |
| Chimichagua, Cesar               | Ciénaga de Zapatosa                                    | Natación en aguas abiertas |           |
| Chimichagua, Cesar               | Ciénaga de Zapatosa                                    | Remo                       |           |
| Chimichagua, Cesar               | Ciénaga de Zapatosa                                    | Triatlón                   |           |
| Chimichagua, Cesar               | Vías Nacionales                                        | Ciclismo en ruta           |           |
| Guatavita/Sesquilé, Cundinamarca | Embalse de Tominé                                      | Vela                       |           |
| Nilo, Cundinamarca               | Polígono FedeTiro Nilo                                 | Tiro deportivo             |           |
| Zipaquirá, Cundinamarca          | Coliseo Arena de Sal                                   | Bádminton                  |           |

## Deportes
Durante las justas se disputarán 45 eventos en 33 deportes.
- Atletismo (detalles)
- Bádminton (detalles)
- Baloncesto
  -  Baloncesto (detalles)
  -  Baloncesto 3x3 (detalles)
- Balonmano (detalles)
- Béisbol (detalles)
- Bowling (detalles)
- Boxeo (detalles)
- Canotaje (detalles)
- Ciclismo (detalles)
  -  Ciclismo BMX
  -  Ciclismo de montaña
  -  Ciclismo en pista
  -  Ciclismo en ruta
- Deportes acuáticos
  -  Natación artística (detalles)
  -  Natación (detalles)
  -  Natación en aguas abiertas (detalles)
  -  Waterpolo (detalles)
- Equitación (detalles)
- Esgrima (detalles)
- Esquí acuático (detalles)
- Fútbol:
  -  Fútbol (detalles)
  -  Fútbol sala (detalles)
- Gimnasia (detalles)
  -  Gimnasia acrobática
  -  Gimnasia artística
  -  Gimnasia rítmica
- Golf (detalles)
- Halterofilia (detalles)
- Judo (detalles)
- Karate (detalles)
- Lucha (detalles)
- Patinaje (detalles)
  -  Patinaje artístico
  -  Patinaje de carreras
- Remo (detalles)
- Rugby 7 (detalles)
- Sóftbol (detalles)
- Squash (detalles)
- Taekwondo (detalles)
- Tenis (detalles)
- Tenis de mesa (detalles)
- Tiro con arco (detalles)
- Tiro deportivo (detalles)
- Triatlón (detalles)
- Vela (detalles)
- Voleibol (detalles)
- Voleibol de playa (detalles)

## Países participantes
En los Juegos Bolivarianos se espera la participación de 11 países de América, los 7 integrantes de la Odebo y 4 países invitados. A continuación, los países junto al código COI de cada uno:
| País                         | Número de atletas | Disciplinas | Deportista abanderado                                    | Deporte                     |
| ---------------------------- | ----------------- | ----------- | -------------------------------------------------------- | --------------------------- |
| Bolivia (BOL)                | 272               |             | Karen Torrez Marco Rojas                                 | Natación Esgrima            |
| Chile (CHI)                  | 343               | 31          | Katina Proestakis Rodrigo Rojas                          | Esgrima Karate              |
| Colombia (COL)               | 641               |             | Carlos Ramírez Yepes Ingrit Lorena Valencia              | BMX Boxeo                   |
| Ecuador (ECU)                | 259               |             | María Alexandra Escobar G. Gerlon Gilmar Congo C.        | Halterofilia Boxeo          |
| Panamá (PAN)                 | 166               | 24          | Hillary Alexandra Heron Hector Jesus Cencion Salazar     | Gimnasia artística Karate   |
| Perú (PER)                   | 455               |             | Juan Miguel Postigos María Luisa Doig                    | Judo Esgrima                |
| Venezuela (VEN)              | 584               | 32          | Elvismar Rodríguez Yohandri Granado                      | Judo Taekwondo              |
| El Salvador (ESA) *          | 72                | 16          | Jorge Alexander Merino Coto Ivonne Sarai Nochez Gallardo | Karate Patinaje de carreras |
| Guatemala (GUA) *            | 130               | 16          | José Manuel Toledo Novales Sofía Matilde Rodríguez       | Golf Bowling                |
| Paraguay (PAR) *             | 166               | 24          | Alejandra Alfonso Javier Insfrán                         | Remo                        |
| República Dominicana (DOM) * | 278               |             | María Valerieva Dimitrova De Sanchez Alexy de la Cruz    | Karate Boxeo                |

* Países invitados

## Desarrollo

### Calendario
En el siguiente calendario de eventos, cada casilla azul representa una competición (ronda clasificatoria), en ese día. Las casillas amarillas representan los días durante los cuales se llevaron a cabo los eventos finales y premiación de un deporte. El número en cada casilla representa el número de finales que se disputaron ese día. Los 382 eventos en 54 disciplinas de los 33 deportes de los Juegos Bolivarianos se desarrollarán desde el 23 de junio hasta el 5 de julio de 2022.
| CA | Ceremonia de Apertura | ● | Rondas Clasificatorias | # | Eventos finales | CC | Ceremonia de Clausura |

| Junio/Julio            | Junio/Julio                | 23 Jue | 24 Vie | 25 Sáb | 26 Dom | 27 Lun | 28 Mar | 29 Mié | 30 Jue | 01 Vie | 02 Sáb | 03 Dom | 04 Lun | 05 Mar | Eventos |
| ---------------------- | -------------------------- | ------ | ------ | ------ | ------ | ------ | ------ | ------ | ------ | ------ | ------ | ------ | ------ | ------ | ------- |
| Ceremonias             | Ceremonias                 |        | CA     |        |        |        |        |        |        |        |        |        |        | CC     |         |
| Atletismo              | Atletismo                  |        |        |        |        |        |        |        |        | 12     | 7      | 5      | 10     | 8      | 42      |
| Bádminton              | Bádminton                  |        |        | ●      | 1      | ●      | ●      | 5      |        |        |        |        |        |        | 6       |
| Baloncesto             | Baloncesto                 |        | ●      | ●      | ●      | ●      | 1      |        |        | ●      | ●      | ●      | ●      | 1      | 2       |
| Baloncesto             | Baloncesto 3x3             |        |        |        | ●      | ●      | ●      | ●      |        |        | ●      | ●      | ●      | 2      | 2       |
| Balonmano              | Balonmano                  |        |        | ●      | ●      | ●      | 1      |        | ●      | ●      | ●      | ●      | 1      |        | 2       |
| Béisbol                | Béisbol                    |        |        |        |        |        |        | ●      | ●      | ●      | ●      | ●      | ●      | 1      | 1       |
| Bowling                | Bowling                    |        | ●      | 2      | ●      | 4      |        |        |        |        |        |        |        |        | 6       |
| Boxeo                  | Boxeo                      |        |        | ●      | ●      | ●      | ●      | ●      | 13     |        |        |        |        |        | 13      |
| Canotaje               | Canotaje                   |        |        |        |        |        |        |        | 2      | 7      | 3      |        |        |        | 12      |
| Ciclismo               | Ciclismo de Montaña        |        |        |        |        |        |        | ●      | 2      |        |        |        |        |        | 2       |
| Ciclismo               | Ciclismo de Pista          |        |        |        |        |        |        |        | 3      | 3      | 3      | 3      |        |        | 12      |
| Ciclismo               | Ciclismo de Ruta           |        | 2      |        | 1      | 1      |        |        |        |        |        |        |        |        | 4       |
| Ciclismo               | Ciclismo BMX               |        |        |        |        |        |        |        |        | 2      |        |        |        |        | 2       |
| Equitación             | Equitación                 |        |        | ●      | ●      | 1      | ●      | 1      | ●      | 1      | 1      | ●      | 1      |        | 5       |
| Esgrima                | Esgrima                    | 2      | 2      | 2      | 2      | 2      | 2      |        |        |        |        |        |        |        | 12      |
| Esquí acuático         | Esquí acuático             |        |        |        |        |        |        |        |        |        | ●      | ●      | 6      |        | 6       |
| Fútbol                 | Fútbol                     |        |        |        | ●      | ●      | 1      |        |        |        | ●      | ●      | ●      | 1      | 2       |
| Fútbol                 | Futsal                     |        |        | ●      | ●      | ●      | ●      | 1      |        |        |        |        |        |        | 1       |
| Gimnasia               | Gimnasia artística         |        |        | 2      | 2      | 5      | 5      |        |        |        |        |        |        |        | 14      |
| Gimnasia               | Gimnasia Rítmica           |        |        |        |        |        |        |        |        | ●      | 2      | 6      |        |        | 8       |
| Gimnasia               | Gimnasia trampolín         |        |        |        |        |        |        |        |        |        | ●      | 3      |        |        | 3       |
| Golf                   | Golf                       |        |        |        |        |        | ●      | ●      | ●      | 3      |        |        |        |        | 3       |
| Judo                   | Judo                       |        |        | 5      | 4      | 5      | 1      |        |        |        |        |        |        |        | 15      |
| Karate                 | Karate                     |        |        | 5      | 7      | 2      |        |        |        |        |        |        |        |        | 14      |
| Levantamiento de pesas | Levantamiento de pesas     |        |        |        |        |        |        |        |        | 8      | 8      | 8      | 8      | 8      | 40      |
| Lucha                  | Lucha                      |        |        |        |        |        |        |        |        |        |        | 6      | 6      | 5      | 17      |
| Deportes acuáticos     | Natación                   |        |        |        |        |        |        |        |        |        | 10     | 10     | 7      | 8      | 35      |
| Deportes acuáticos     | Nado sincronizado          |        |        |        |        |        |        | ●      | 2      | 1      |        |        |        |        | 3       |
| Deportes acuáticos     | Natación en aguas abiertas |        |        |        |        |        |        |        |        |        |        | 2      |        | 2      | 4       |
| Deportes acuáticos     | Waterpolo                  |        |        | ●      | ●      | ●      | 2      |        |        |        |        |        |        |        | 2       |
| Patinaje               | Patinaje artístico         |        |        |        |        |        |        |        |        | ●      | 2      |        |        |        | 2       |
| Patinaje               | Patinaje de carreras       |        |        | 4      | 2      |        |        |        |        |        |        |        |        |        | 6       |
| Remo                   | Remo                       |        | ●      | 4      | 4      | 4      |        |        |        |        |        |        |        |        | 12      |
| Rugby 7                | Rugby 7                    |        |        |        |        | ●      | ●      | 2      |        |        |        |        |        |        | 2       |
| Sóftbol                | Sóftbol                    |        |        | ●      | ●      | ●      | ●      | ●      | 1      |        |        |        |        |        | 1       |
| Squash                 | Squash                     |        |        | ●      | ●      | ●      | ●      | 7      |        |        |        |        |        |        | 7       |
| Taekwondo              | Taekwondo                  |        |        |        |        |        |        |        |        |        |        | 4      | 3      | 5      | 12      |
| Tenis                  | Tenis                      |        |        |        |        |        |        | ●      | ●      | ●      | ●      | 1      | 2      | 2      | 5       |
| Tenis                  | Tenis de mesa              |        |        |        |        |        |        |        | ●      | 2      | ●      | 3      | ●      | 2      | 7       |
| Tiro deportivo         | Tiro deportivo             |        |        |        | ●      | 3      | 1      | 4      | 2      | ●      | 3      | 1      |        |        | 14      |
| Tiro con arco          | Tiro con arco              |        |        |        |        |        |        |        |        | 2      | 4      | ●      | 4      |        | 10      |
| Triatlón               | Triatlón                   |        |        |        |        |        |        |        |        |        |        |        | 2      | 1      | 3       |
| Vela                   | Vela                       |        |        |        |        | ●      | ●      | ●      | ●      | ●      | 7      |        |        |        | 7       |
| Voleibol               | Voleibol                   |        | ●      | ●      | ●      | ●      | 1      |        |        | ●      | ●      | ●      | ●      | 1      | 2       |
| Voleibol               | Voleibol de playa          |        |        |        |        |        |        |        |        |        | ●      | ●      | ●      | 2      | 2       |
| Total de Medallas      | Total de Medallas          | 2      | 4      | 24     | 23     | 27     | 15     | 20     | 25     | 41     | 50     | 52     | 50     | 49     | 382     |

## Medallero
Las medallas aparecen agrupadas por los Comités Olímpicos Nacionales participantes y se ordenan de forma decreciente contando las medallas de oro obtenidas; en caso de empate se ordena de igual forma, tienen la misma cantidad de medallas de oro, plata y bronce, se listan en la misma posición y se ordenan alfabéticamente.
     País anfitrión 
| Núm.  | País                       | Oro | Plata | Bronce | Total |
| ----- | -------------------------- | --- | ----- | ------ | ----- |
| 1     | Colombia (COL)             | 171 | 104   | 79     | 354   |
| 2     | Venezuela (VEN)            | 61  | 69    | 78     | 208   |
| 3     | Ecuador (ECU)              | 40  | 51    | 56     | 147   |
| 4     | Chile (CHI)                | 37  | 49    | 71     | 157   |
| 5     | Perú (PER)                 | 33  | 40    | 72     | 145   |
| 6     | República Dominicana (DOM) | 22  | 24    | 44     | 90    |
| 7     | Guatemala (GUA)            | 7   | 18    | 23     | 48    |
| 8     | Paraguay (PAR)             | 7   | 15    | 15     | 37    |
| 9     | Panamá (PAN)               | 5   | 8     | 20     | 33    |
| 10    | El Salvador (ESA)          | 4   | 5     | 5      | 14    |
| 11    | Bolivia (BOL)              | 2   | 6     | 6      | 14    |
| TOTAL | TOTAL                      | 389 | 389   | 468    | 1246  |

### Transmisión
- Colombia - Telecaribe, Antena 2
- Venezuela - Tves
- Mundial - Panam Sports Channel[17]

Así mismo, los XIX Juegos Bolivarianos Valledupar 2022 se podrán observar a través del canal Bolivarianos 2022 Archivado el 2 de octubre de 2022 en Wayback Machine., que puede ser consultada en el sitio web de la Organización Deportiva Bolivariana (ODEBO).